# Halbjude
Der Begriff Halbjude bezeichnet hauptsächlich umgangssprachlich in der Zeit des Nationalsozialismus Menschen mit einem nicht-jüdischen und einem jüdischen Elternteil (gemäß der nationalsozialistischen Rassenlehre, nicht gemäß der Halacha). In Gesetzen und Verordnungen wurde der Terminus Halbjude nicht verwendet.
Die überwiegende Mehrzahl der so genannten Halbjuden wurde ab 1935 rechtlich als „jüdischer Mischling ersten Grades“ eingestuft. Vereinzelt fand die Bezeichnung Halbjude auch bereits vor der Zeit des Nationalsozialismus Verwendung. Innerhalb des Judentums ist der Begriff Halbjude ungebräuchlich, da dieses nur „ganze“ Juden kennt, nämlich in die Kulturgemeinschaft hineingeboren („jüdisch ist, wer eine jüdische Mutter hat“) oder durch Giur konvertiert.

## Situation innerhalb des Deutschen Reiches
In der Zeit des Nationalsozialismus war Halbjude kein juristischer Fachterminus. Der Begriff wurde auch nicht in den Nürnberger Rassegesetzen und den sich darauf beziehenden Verordnungen verwendet. 1941 wurde das Stichwort Halbjude erstmals in den Duden aufgenommen und als „Halbjude (jüdischer Mischling mit zwei volljüdischen Großeltern)“ definiert.
In der Ersten Verordnung zum Reichsbürgergesetz vom 14. November 1935 wurde grundsätzlich zwischen „Juden“ und „jüdischen Mischlingen“ unterschieden. Die Gruppe der „jüdischen Mischlinge“ wurde weiter unterteilt in „jüdische Mischlinge ersten Grades“ mit zwei jüdischen Großeltern und „jüdische Mischlinge zweiten Grades“ mit einem jüdischen Großelternteil. Ungeachtet angenommener gleicher „biologisch-rassischer Abstammung“ wurden „Mischlinge ersten Grades“ jedoch in unterschiedliche Kategorien eingeordnet: Sie galten nicht als „Mischlinge“, sondern als „Voll-Juden“, wenn sie der jüdischen Kultusgemeinde angehörten, mit einem Juden verheiratet waren oder nach 1935 einen Juden ehelichten. Für diese Gruppe von „Halbjuden“ wurde später der Begriff „Geltungsjude“ geprägt.
Diese differenzierte Einteilung, die durch die Bezeichnung „Halbjude“ verwischt wird, war von existentieller Bedeutung für die Betroffenen. Bei ungünstiger Eingruppierung erhielten sie keine Zulassung zum Studium; sie wurden frühzeitig zur Zwangsarbeit herangezogen, oder ihnen wurde eine Heiratsgenehmigung verweigert. Bei ehelicher Verbindung mit einem „Volljuden“ wurden als „Geltungsjuden“ eingestufte „Halbjuden“ während des Zweiten Weltkriegs mit ihren Ehepartnern in Ghettos oder Vernichtungslager deportiert. Diese Gefahr drohte auch „halbjüdischen“ Kindern, wenn der nichtjüdische Ehepartner zum jüdischen Glauben übergetreten war, und selbst dann noch, wenn sich die Eheleute wieder trennten, um den Kindern Verfolgung zu ersparen. Das wird minutiös dokumentiert am Beispiel einer Familie aus dem Raum Weimar-Apolda-Jena.
Nationalsozialisten versuchten – wie auf der Wannseekonferenz thematisiert – mit immer neuen Vorstößen, alle „Halbjuden“ rechtlich als „Volljuden“ einzustufen und sie zu deportieren. Dass viele „Halbjuden“ zugleich auch „Halbarier“ waren, wurde stets ausgeblendet.

## Situation in den besetzten Gebieten
In den besetzten Ostgebieten wurden „Halbjuden“ unterschiedslos wie die „Volljuden“ in den Vernichtungsprozess einbezogen. Das Judenreferat im Reichssicherheitshauptamt versuchte, die innerhalb des Reiches strittige Entscheidungsfindung zu beeinflussen, indem sie auch in den westlichen Besatzungsgebieten Fakten schuf. Im August 1941 entschied Adolf Eichmann im Einvernehmen mit Arthur Seyß-Inquart, die in den besetzten Niederlanden lebenden „Halbjuden“ grundsätzlich den „Volljuden“ gleichzusetzen und sie zu deportieren. Ab Mai 1942 waren dort auch „Halbjuden“ verpflichtet, den Judenstern zu tragen.

## Begriff nach 1945
Der Begriff Halbjude wurde von verschiedenen Personen auch nach dem Krieg weiterbenutzt. So kritisiert Ignatz Bubis 1999:

„Der Nationalsozialismus hat aus dem Juden eine Rasse gemacht und die Religion vollkommen außer Acht gelassen. […] Nach 1945 ist der Rassismus, nicht aber der Antisemitismus weitgehend verschwunden. In einigen Köpfen spielt der Rassismus, wenn auch unterschwellig, allerdings noch immer eine Rolle. Ich bin immer wieder erstaunt, wenn Leute auf mich zukommen und sich vorstellen mit den Worten, dass sie Halbjuden seien. Ich stelle dann die bescheidene Frage, welcher Teil von ihnen Jude sei, die untere oder die obere Hälfte oder ob es bei ihnen senkrecht gehe. Keiner kommt auf die Idee, von sich zu behaupten, er sei halbkatholisch, wenn er aus einer katholisch-protestantischen Familie stammt.“

Die Verwendung des Begriffes Halbjude hat sich auch im englischen Sprachraum als „half-Jewish“ oder „part-Jewish“ etabliert, wobei der Begriff „Beta Gershom“ auf einer eher liberalen Interpretation der Bibel beruht.

## Ältere Geschichte des Begriffs
Es gibt wenige Fundstellen, in denen historisch der Begriff „Halbjude“ verwendet wird. So wurde der unbeliebte Herrscher Herodes als „Halbjude“ beschimpft, weil seine Familie aus Idumäa stammte, einem Gebiet, das zwangsweise zum Judentum bekehrt worden war. Da er von Rom zum König von Judäa gekrönt war, kann der Begriff „halbjüdisch“ als vager, herabwürdigender Ausdruck für „Jude, aber nicht den jüdischen Interessen dienend“ interpretiert werden.
Eindeutig als herabsetzende erbbiologische Bezeichnung benutzt 1881 der Antisemit Eugen Dühring den Ausdruck in seiner Kampfschrift Die Judenfrage als Racen-, Sitten- und Culturfrage.